# Esercito del Palatinato
L'esercito dell'elettorato del Palatinato (in tedesco ufficialmente Pfalzische Armee), è stato l'esercito dell'elettorato del Palatinato dalla seconda metà del XVII secolo sino al 1803.

## Storia
Le origini dell'esercito elettorale palatino risalgono al XVII secolo ed esso venne utilizzato in maniera concreta per la prima volta nella guerra di successione del Palatinato sul finire del secolo.
Durante la guerra di successione spagnola, l'elettore Giovanni Guglielmo del Palatinato si alleò con l'imperatore, l'Inghilterra ed i Paesi Bassi contro la Francia. L'elettore concesse in mercenariato più volte i suoi soldati ad altri paesi, ad esempio all'Inghilterra ed ai Paesi Bassi nel 1703 e all'imperatore nel 1704. Nel 1705-1706 le truppe dell'elettorato palatino combatterono nell'Italia settentrionale e parteciparono alle prese di Milano e Torino.
Agli albori della guerra dei sette anni, l'esercito del Palatinato contava in tutto 
11 514 fanti e 
1 194 cavalieri.
Anche dopo la guerra di successione bavarese, quando l'esercito del Palatinato contava in tutto 22 447 uomini, fu in grado di rimanere in forze e rimase tale fino al periodo napoleonico quando, con l'istituzione del Regno di Baviera ed il crollo del Sacro Romano Impero, il suo territorio (e di conseguenza il suo esercito) verranno assorbiti in quello bavarese.